# علی صفائی حائری
علی صفائی حائری معروف به عین صاد (۱۳۳۰ – ۱۳۷۸) فقیه و عارف شیعه بود.

## زندگی
علی صفایی حائری فرزند شیخ عباس و نوه شیخ محمد علی، در سال ۱۳۳۰، در شهر قم، به دنیا آمد. او پس از دوران کودکی و با گذراندن دوره دبستان و اتمام کلاس ششم نظام قدیم آن دوره، در سنّ سیزده سالگی، شروع به تحصیل علوم دینی و حوزوی نمود.

## تحصیلات
وی دروس سطح حوزه را در کمتر از ۴ سال، به پایان رساند. او «رسائل» را نزد سید مهدی حسینی روحانی و شیخ جعفر سبحانی تحصیل نمود و برای فراگرفتن «مکاسب» که از کتب فقهی پایان دوره سطح است، را نزد بناروانی ومحمد فاضل لنکرانی حواند و در نهایت با خواندن کتاب «کفایةالاصول» پیش فاضل، ستوده و حسین نوری همدانی دوره سطح را به اتمام رساند. در خارج فقه و اصول از در درس مرتضی حائری و محقق داماد شرکت کرده و در کلاس درس پدرش شرکت کرد. وی سرانجام در جوانی به درجه اجتهاد نایل شد.

## ادبیات
او هم‌زمان با تحصیلات حوزوی و در آستانهٔ چهارده سالگی پس از آشنائی با ادبیات کودکان در سطح مجله‌های کودک آن روزگار و دستیابی به آثار ادبیات نوجوان در سطح وسیع، به مطالعهٔ تاریخ ادبیات ایران، عرب، ژاپن، چین، یونان، اسپانیا، آفریقا، آمریکای لاتین و سایر کشورها روی آورد و با نمونه‌هایی از شاهکارهای ادبی هر دوره آشنا گشت. در همین زمان با حرف‌های فرانتس کافکا و صادق هدایت و نیز تحلیل‌های نیهیلیستی و طرح‌های نواگزیستانسیالیستی و مارکسیستی در عرصهٔ ادبیات آشنا شد.
چنان‌که خود می‌گوید:
شاید سیزده ساله بودم که داستان‌های صادق هدایت را تمام کردم. داستان‌هایی که درد و رنج انسان را مشخص می‌ساخت و پوچی و بن‌بست او را نشان می‌داد

## آغاز نوشتن
صفایی در هجده سالگی اولین یادداشت تحلیلی و مقالهٔ انتقادی سلسله‌وار خود را با عنوان «مسئولیت و سازندگی» که بعدها تبدیل به کتاب شد را با امضای عین صاد منتشر کرد که به واقع، شالوده و ساختار تفکرش، بر این پایه استوار گشت.

## کتاب‌نامه
صفائی بیش از پنجاه عنوان کتاب در زمینه‌های گوناگونی چون تربیتی، نقد و روش نقد، ادبیات هنر، روش تدریس و آموزش، قرآن کریم و روش برداشت از آن، تفسیر و دیدارهای تازه با قرآن، دعا و حدیث، ولایت و امامت، معارف اسلامی و آموزه‌های اقتصادی، اجتماعی و اخلاقی اسلام نگاشته‌است که در غالب آن‌ها با محوریت مسائل روز جامعه اسلامی کارکرده و کتبش به نوعی بر مبنای روش آموزش قرار گرفته‌است. انتشارات لیلة القدر ناشر تخصصی آثار وی است. به دلیل اهتمام زیاد صفایی بر انتقال روش‌های برداشت از آیات و روایات به شاگردان و مخاطبینش او را «آموزگار روش‌ها» نامیده‌اند.

## آثار

### مسئولیت و سازندگی
مسئولیت و سازندگی اولین کتاب منتشرشده از علی صفایی حائری است. نویسنده در این کتاب سعی در تبیین روش تربیتی اسلام داشته است. در بخش اول ، مسئولیت انسان در برابر خود و دیگران، "سازندگی و تربیت" ذکر شده و پس از تبیین مفهوم تربیت و مشخصات مربی، به‌تفصیل از روش تربیتی اسلام و لوازم آن سخن گفته شده است. در بخش دوم، پس از تحلیل روحیه‌های گوناگون افراد، روش برخورد با هر روحیه شرح داده شده است.

### روابط متکامل زن و مرد
روابط متکامل زن و مرد شامل دو نوشتار و یک سخنرانی است. نویسنده در این کتاب ابتدا ارزش و آثار ازدواج و وظایف همسران در قبال یکدیگر، سپس شبهاتی درباره تساوی حقوق مرد و زن و مسئله حجاب را تشریح کرده است و در نهایت، چگونگی روابط همسران برای رسیدن ایشان به هدف نهایی را مورد بحث قرار می دهد.

### تربیت کودک
نویسنده در این کتاب تلاش کرده است تا مولفه هایی که باید پیش از بلوغ در انسان شکل گیرد تا تربیت و سعادت وی در زندگی تضمین شود را مورد بحث قرار دهد.

### حرکت
حرکت، مجموعه سخنرانی‌های علی صفایی حائری است که در میان جمعی از دانشجویان ایراد شده است. در این کتاب، در سه بخش «ضرورت حرکت»، «جهت حرکت» و «نیازهای حرکت» جریان فکری و تربیتی انسان تحلیل می شود و در ادامه نیازهای انسان در این جریان تبیین می‌شود.

### اخبات
این کتاب حاوی متن سه سخنرانی در شب ۲۱ رمضان در شهر مشهد است. در این مجموعه سخنرانی سوره حج به تفصیل مورد بررسی قرار می‌گیرد. اخبات یعنی عجز درونی و در قرآن بشارت به قطعی سعادت به این گروه از مردم داده شده است. این کتاب مکاتب گوناگون را بررسی می‌کند تا به اسلام می‌رسد و با معرفی ویژگی‌های خاص اسلام جایگاه متقین و مؤمنین را بررسی می‌کند.

### رشد
کتاب حاوی نگاهی نو در برخورد با قرآن است و بررسی جدیدی با محوریت سوره عصر دارد. بخش اول کتاب، درباره آسیب‌شناسی روش مطالعه واژگان قرآنی و نحوه مواجهه با آنها است و در بخش دوم آن از رهگذر فهم آیات سوره عصر، به این سؤال اساسی پاسخ داده می‌شود که "هدف انسان در زندگی چیست و برای چه آفریده شده است؟"

### صراط
مباحث این کتاب نگاهی نو در برخورد با قرآن و دیداری تازه با سوره حمد است. هنگامی که دانسته شد هدف نهایی زندگی انسان «رشد» است، نوبت پاسخ‌گویی به این سؤال خواهد بود که "مراحل و مقدمات رسیدن به رشد چیست؟" صراط پاسخی است به این سؤال. نویسنده در این کتاب، ۹ گام تا رسیدن به رشد بیان شده که یک طرح خودسازی و سلوکی بر اساس مبانی قرآنی است. نویسنده طرح پیشنهادی را برگرفته از آیات قرآن و منطبق بر سوره حمد به‌عنوان ام‌الکتاب می داند.

### سایر آثار
- بشنو از نی
- انسان در دو فصل
- روش نقد (۵ جلد)
- استاد و درس (صرف و نحو و ادبیات، هنر و نقد)
- روش برداشت از قرآن
- روش برداشت از نهج‌البلاغه
- خط انتقال معارف
- تطهیر با جاری قرآن (۳ جلد)
- غدیر
- تو می‌آیی
- عاشورا
- وارثان عاشورا
- فوز سالک
- درآمدی بر علم اصول
- درس‌هایی ازانقلاب (سه دفتر:انتظار، تقیه، قیام)
- از معرفت دینی تا حکومت دینی
- نامه‌های بلوغ
- نظام اخلاقی اسلام
- ذهنیت و زاویه دید[۱۱][۱۲][۱۳]

## درگذشت
صفایی حائری در ۲۲ تیرماه ۱۳۷۸ در سن ۴۸ سالگی بر اثر تصادف درگذشت. محل دفن او گلزار شهدای قم است.

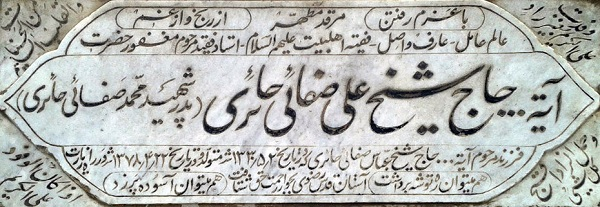
مزار عین صاد

## دیدگاه‌ها
نصرت‌اللّٰه تابش سردبیر مجله «فیلم نگار» و از شاگردان صفایی حائری معتقد است صفایی حرف‌های بسیار دقیقی درباره عدالت و نقش آن در خلق درام زده که به قرآن استناد می‌کند. تابش می‌گوید عمیق‌ترین حرف‌ها درباره هنر و زیبایی را می‌توانید در صحبت‌های آقای صفایی پیدا کنید و ادامه می‌دهد جرقه‌هایی که او برای بیان نسبت هنر و دین زده بسیار جدی و قابل تأمل است. دقت داشته باشید که فصل مشترک دین و هنر زیبایی است: هنر بدون زیبایی هنر نیست و دین بدون زیبایی تأثیرگذار نخواهد بود. تحلیل قصه‌های قرآنی که در آثار آقای صفایی دیده می‌شود ما را به همین مفهوم می‌رساند؛ به اعتقاد او این قصه‌ها ما را کمک می‌کند تا دیگر بخش‌های قرآن را بهتر بفهمیم.
ناصر نقویان از اساتید حوزه می‌گوید  به‎ نظرم ایشان یکی از مصادیق کم‌نظیر عالم ربانی بود. یعنی عالمی که آن‎چه که عمل می‌کند از نظر فکر و اندیشه به آن رسیده و باور داشته باشد و آن‎چه که فکر کرده و به آن اندیشیده یا مطالعه کرده، همان را بیاورد عمل کند. می‌گفت من مثل یک طبیب هستم، درِ خانه‌ام باید به روی هر نوع بیماری باز باشد. یکی از انتقاد‎هایی که به ایشان می‌شد، همین بود که این اراذل و اوباش کی‌اند در خانه شما، هر دفعه کسی می‌آید! می‌گفت این‎جا مطب است، مطب که نمی‌تواند تابلو بزند که از پذیرش مثلا سرطانی و هپاتیتی و ایدزی معذوریم فقط هر کس مختصری سردرد دارد بیاید. جایی طلبه‌‎‌ای را دیدم می‌گفت نمی‌توانم پیش کسی پیراهنم را دربیاورم یا حتی آستینن کوتاه بپوشم، چون بدن من پر از خالکوبی‌ست، خالکوبی‌‎های ناجور. می‌گفت من قبل از انقلاب چون صدای خوبی داشتم، آماده می‌شدم بروم خارج از کشور. یک روز دست قضا من را به خانه آقای صفایی کشاند و ایشان وقتی فهمید من صدای خوبی دارم، در همان زیرزمین خانه‌اش گفت یک دهان برای ما بخوان، من خجالت کشیدم که آقا من چی بخوانم؟ گفت بخوان هر چی دوست داری بخوان. حتی اسم بعضی از خواننده‌های زمان شاه را ‌برد که این‌جوری بخوان، مثل فلانی بخوان، خیلی جدی می‌گفت، گاهی آدم می‌گوید بخوان، وی با مسخره می‌گوید و می‌خواهد طرف را دست بیندازد، ولی ایشان خیلی جدی می‌گفت، من هم شجاعت پیدا کردم و زدم زیر آواز و خواندم، تمام که شد، دست کرد توی جیب و هزار تومان که آن روز‎ها برای خودش پول زیادی بود به من داد. واقعا هم فقر داشت من را به این سمت‌‎ها می‌کشاند. گفت هر وقت فشار مالی پیدا کردی بیا همین‌جا برای خودمان بخوان، ما حق‌الزحمه هم می‌دهیم. این جرقه‌ای بود که این مرد در خرمن وجود من زد و بعد‎ها دیگر من از همه آن راه‎‎های انحرافی دست کشیدم  و با همه آن فضا‎های ذهنی که برای من بود دیگر کاملا مسیر زندگی‌ام عوض شد و الان هرچه دارم از مرحوم آقای صفایی دارم.
نادر خواجه‌زاده، نویسنده، بر این اعتقاد است که صفایی رفیقانش را برای سرگرمی نمی‌خواست؛ رفیق‌باز نبود، رفیق‌ساز بود.   همچنین دوستی‌هایش گذرا نبود؛ چرا که در بینشی که از انسان و اسلام داشت، هیچ انسانی را نمی‌شد کنار گذاشت. می‌گفت: «وقتی با کسی رفیق می‌شوید، بدانید که این رفاقت ابدی است» او میهمانانش را با همان وضعی که داشتند، می‌پذیرفت، ریز و درشت آدمها را سوا نمی‌کرد! اما نمی‌گذاشت در همان وضعیتی که در ابتدا آمده بودند، «ماندگار» شوند؛ زمینه‌ساز کندن و رفتن از وضع موجود به وضع مطلوبشان می‌شد و این رفتن را برای آنها ریل‌گذاری می‌کرد. این پژوهشگر حوزه هنر و سبک زندگی، صفایی را در کنار آنتوان دو سنت اگزوپری خالق شازده کوچولو قرار داده و می‌گوید آن دوستی آرمانی که اگزوپری رویایش را در سر داشت و مختصاتش را در کتاب جاودان خود آورد زمینه و بستر کار علی صفایی بود که برای تحققش تا آخرین لحظات حیات تلاش کرد.